# Promaco
Promaco (in greco antico: Πρόμαχος?, Pròmachos: "che combatte in prima linea" oppure "che combatte di fronte") è il nome di differenti personaggi della mitologia greca.

## Figure mitiche
- Promaco, fratello di Giasone, figlio di Esone e di Alcimede (o Polimela o Anfinome). Era ancora un bambino quando fu ucciso da Pelia, assieme ai suoi familiari, mentre Giasone aveva intrapreso la spedizione degli Argonauti alla ricerca del vello d'oro.
- Promaco, figlio di Partenopeo,[1][2] fece parte degli Epigoni,[1] il gruppo di protagonisti dell'aggressione della città di Tebe, un'impresa concepita allo scopo di vendicare i loro padri, morti nella spedizione dei Sette contro Tebe. Tutti gli Epigoni morirono nel tentativo di compiere l'impresa e Promaco, ucciso in battaglia, fu sepolto a sette stadi da Temesso, sulla strada che da Tebe conduce verso l'Euripe.[3] Pausania, nel ricordare le loro statue presenti ad Argo,[4] afferma invece che il gruppo sarebbe riuscito nel conquistare Tebe.[4] Altro gruppo statuario viene ricordato nel recinto sacro di Delfi.[5]
- Promaco, fratello di Echefrone, entrambi figli di Eracle e della siciliana Psofide (Psophis), figlia del tiranno Erice, ucciso da Eracle.[6] Insieme al fratello, diede il nome della madre a una città dell'Arcadia, poi minacciata dal cinghiale di Erimanto.[6]
- Promaco, da Itaca, fu uno dei Proci che aspiravano al matrimonio con Penelope.[7]
- Promaco, figlio di Alegenore (o Alegenorre),[8] discendente di Anfizione e Deucalione, fu un guerriero della Beozia, menzionato tra gli Achei nell'Iliade[9]. Fu ucciso da Acamante. Viene ricordato nell'Iliade come un capitano beota, al servizio del re supremo della Beozia.[10] Omero accenna al fatto che fosse sposato ma, oltre a questa piccola informazione, null'altro si conosce su questo personaggio, la cui presenza letteraria è limitata ad alcuni versi del celebre poema epico.
- Promaco, amante del giovane Leucocoma. La figura dell'erastès Promaco è associata a quella del suo eromenos Leucocoma, in un mito le cui vicende sono ambientate a Cnosso. Il mito di Promaco e Leucocama è attestato unicamente nelle Narrationes (Διηγήσεις) di Conone di Atene, andate perdute ma epitomate in modo molto dettagliato da Fozio. Il giovane cretese Promaco, innamorato del coetaneo Leucocoma, si sottoponeva a prove durissime per conquistare l'amato. Quest'ultimo, tuttavia, ne proponeva sempre di nuove negandosi ogni volta. Così, avendo recuperato con molte difficoltà un elmo, Promaco, al cospetto di Leucocama, lo offrì a un altro giovane. Leucocoma, indispettito dal gesto, si suicidò trafiggendosi con una spada.